# Nierenretentionsparameter
Nierenretentionsparameter sind labormedizinisch bestimmte Messwerte, die in der Medizin, speziell der Nierenheilkunde, zur Beurteilung der Leistungsfähigkeit der Nieren herangezogen werden. Eine Erhöhung deutet auf eine eingeschränkte Nierenfunktion hin, da die Substanzen, deren Serumspiegel gemessen wird, im Körper zurückgehalten werden (Retention). Die Indikation zur Anwendung von Nierenersatzverfahren wie der Dialyse oder der Hämofiltration wird auch anhand dieser Werte gestellt.
Zu den im Blutserum quantitativ bestimmten Parametern gehören:
- das Kreatinin, ein harnpflichtiges, in der Muskulatur gebildetes  Stoffwechselprodukt,
- der Harnstoff, ebenfalls eine harnpflichtige Substanz, die im Harnstoffzyklus anfällt,
- der mit BUN abgekürzte Blut-Harnstoff-Stickstoff und die
- Harnsäure, das Endprodukt des Purinstoffwechsels.

Auch das körpereigene Protein Cystatin C wird im Serum gemessen und zur Bestimmung der glomerulären Filtrationsrate herangezogen.
Ein erhöhter Serumkaliumspiegel kann ebenso auf eine Minderung der Nierenfunktion hinweisen, aber auch andere Ursachen haben.